# ’Ндрангета
’Ндрангета (итал. ′Ndràngheta), позната и као породица Монталбано (итал. Famiglia Montalbano), ла Санта (итал. la Santa) и Пичотерија, мафијашка је криминална организација са сједиштем у Калабрији у Италији. Иако није позната као сицилијанска Коза ностра, или што је руралнија од напуљске Каморе и апулијска Сакра корона уните, Ндрангета је постала најмоћнија криминална организација крај 20. и почетком 21. вијека. Обично се везује за Коза ностру, због географске близине, заједничке културе и језика Сицилије и Калабрије, иако Ндрангета послује независно од Коза ностре. Амерички дипломатски извори процјењују да трговином дрогом, изнудом и прањем новца организација чини најмање 3% БДП Италије. Од педесетих година 20. вијека, организација се проширила на сјеверну Италију и даље у иностранство.